# Figurteaterkompaniet
Figurteaterkompaniet är en dockteatergrupp bildad 1994. Gruppen spelar främst barnteater med olika dockor, från marionettdockor till handdockor och figurer i papp och lera, och enkla bunraku-dockor. De har turnerat med föreställningar i Sverige och Norge.

## Bakgrund
Figurteaterkompaniet bildades 1994 av Torill Næsheim och Pia Holmquist efter tre års studier vid Norsk Dukketeater Akademi. Utbildningen ägde rum i Fredrikstad i Norge. Lärare från hela Europa undervisade på skolan, bland andra Hartmut Lorenz från Hochschule für Schauspielkunst Ernst Busch i Berlin, Josef Krofta från Drak Theatre, Fabrizio Montecchi från den italienska gruppen Teatro Gioco Vita, professor Henryk Jurkowski från Polen och Michael Meschke från Marionetteatern.

## Produktioner
Figurteaterkompaniets första uppsättning var "Maude dansar". Föreställningen som nominerades till bästa föreställning på festivalen Lutke 95 i Ljubljana, bygger på romanen Maude dansar av Knut Faldbakken. Hartmut Lorenz stod för konstnärlig rådgivning och regi tillsammans med Naesheim och Holmquist.
"Kyss mig" var gruppens andra produktion. Den vände sig till ungdomar, och handlade om skönhetsideal. 1997 producerades "Sillen", ett samarbete med Figurteatret i Nordland.
Dansaren Sara Houchi anslöt sig till gruppen 1998. Sara Houchi medverkade i barnföreställningen "God dag natt" (idé, dockor, scenografi och regi av Pia Holmquist).
Anna Leyman kom med i gruppen 2001, och tillsammans producerade Leyman och Holmquist "Tvättad" teater, en föreställning producerad för att spelas i tvättstugor i storstädernas förorter.
I "Bortbytingen" användte Pia Holmquist lera och skapade styckets rollfigurer direkt på scenen vartefter de dök upp i berättelsen.
Hugo Catolino kom med i gruppen 2004. Han utbildades vid Argentinas teaterskola, der han sista skolåret valde dockteater som sin inriktning. Hugo Catolino och Pia Holmquist har gemensamt stått för manus, regi, dockor, scenografi och spel i föreställningarna Lilla Kanins semesterresa, Den fula Ankungen, Det gömda barnet, Nappen Pappen, Äggy , Indiansommar,  Maja och Bobbo samt Kram Doddo.
Pia Holmquist visar också enmansföreställningar, exempelvis "Leon Lejon" i regi av Hartmut Lorenz.